# Пилипчук Олег Ярославович
Оле́г Яросла́вович Пилипчу́к (13 серпня 1947, с. Оришківці, нині Гусятинського району Тернопільської області) — вчений зоолог, еколог, історик освіти, науки і техніки.

## Біографія
Закінчив біологічний факультет Чернівецького університету (1970, нині національний університет). Брат Ростислава Пилипчука.

### хронологія роботи
- 1970-73 — вчитель Коцюбинецької СШ Гусятинського району Тернопільської області, * 1973-76 — аспірант Інституту зоології ім. І. І. Шмальгаузена НАН України,
- 1978-88 — молодший науковий співробітник Інституту зоології ім. І. І. Шмальгаузена НАН України,
- 1988-95 — асистент, старший викладач, доцент Київського педагогічного університету ім. М. П. Драгоманова,
- 1995-96 — завідувач відділу історії науки і освіти Інституту українознавства Київського універстетуту,
- з 1996 — завідувач кафедри Київського університету економіки і технологій транспорту (тепер Державний економіко-технологічний університет транспорту).

### визнання, звання
Доктор біологічних наук (1992), професор (1997). Академік академії наук Вищої школи України (1997), академік Української академії наук національного прогресу (1997), академік Міжнародної академії екології та безпеки життєдіяльності (Росія) (1999), академік Української аерокосмічної академії (2000), академік Української академії безпечної життєдіяльності (2004).
Професор О. Я. Пилипчук отримав декілька закордонних грантів. У 1994 році він подав до Чикаго (фонд Дж.і К.Макартурів) проєкт «Формування радіобіологічної освіти школярів України» і в 1995 р. отримав винагороду. Це велике визнання українського вченого, бо таких грантів на Україну щорічно виділяється всього три-чотири.

### спецради, аспіранти
Пилипчук О. Я. висококваліфікований працівник є Головою спеціалізованої вченої ради К 26.820.02 із захисту кандидатських дисертацій, яка успішно діє при Університеті — спеціальність «історія науки і техніки» (історія транспорту і транспортного господарства). Під керівництвом академіка О. Я. Пилипчука захистили кандидатські дисертації 17 аспірантів та пошукувачів.

### редакторська робота
Є редактором збірника наукових праць «Історія української науки на межі тисячоліть» (з 1999 вийшло 16 випусків), членом редколегій ряду журналів — «Нариси з історії природознавства і техніки», «Наука і наукознавство», «Вісник Дніпропетровського університету: серія історія філософії та історії науки», «Збірник наукових праць Київського університету економіки і технологій транспорту», «Ботаніка: колекції і персоналії» (2007) та «Питання історії науки і техніки» (2007).

### державні нагороди
Відзначений рядом державних нагород: Медаллю та дипломом лауреата Нагороди імені Ярослава Мудрого за значні здобутки у галузі науки і техніки (АН Вищої школи України)(2000); Знаком «Знак пошани» (Міністерство аграрної політики України) (2002); знаком «Відмінник освіти України» (Міністерство освіти і науки України) (2003); «Благословенною грамотою» за церковні заслуги перед Українською Православною церквою Київського патріархату, підписаною Філаретом (2002); «Почесною грамотою» Президії Української Академії Аграрних Наук (за значний особистий внесок у становлення комплексних наукових досліджень з питань відтворення с/г дослідної справи в Україні, створення школи істориків біологічної і аграрної науки) (2002); «ПОДЯКОЮ» та іменним годинником від Київського міського голови О. О. Омельченка за вагомий внесок у розвиток історії науки (біо-бібліографічної справи) (2002). До Дня науки 14 травня 2010 р. нагороджений медаллю «Почесний працівник транспорту України».

## Праці
Наукові праці стосуються зоології, екології, історії освіти, науки і техніки. Автор і співавтор понад 500 публікацій, в тому числі низки монографій, підручників і навчальних посібників.

### монографії
Взяв участь у підготовці трьох теріологічних монографій:
- «Вовк» (1985),
- «Ондатра» (1987),
- «Антилопа Канна» (1987)
- "Еволюційна морфологія хребетних тварин в Україні: становлення та розвиток" (2017) (співавтор Г.В. Дефорж)
- "Ервін Чаргафф (1905-2002)" (співавтор Р.О. Фандо)
- "Розвиток еволюційної теорії в Україні (друга половина ХІХ-перша чверть ХХ ст." (2018) співавтор Т.В. Пічкур)(
- "Формування та функціонування мережі вищих навчальних закладів залізничного профілю в Україні (кінець ХІХ - перша третина ХХ століть) (2019) (співавтор І.О. Кудіна).
- ""Науковий доробок  В.Є.Тімонова (1862-1936) в галузі  гідротехніки та водного господарства" (2020)  (співавтор Л.М. Соловйова)

### історіографія та біобібліографія
- «Александр Онуфриевич Ковалевский» (1990, 2003),
- «Іван Федорович Шмальгаузен» (ботанік) (1991, 2001 рос.),
- «Микола Миколайович Гришко» (1995),
- «Академік Олександр Прокопович Маркевич: життя і діяльність» (1999);

### біобібліографії
- «Иван Иванович Шмальгаузен» (зоолог) (1985),
- «Александр Прокофьевич Маркевич» (1986),
- «Дмитрий Константинович Третьяков» (1989),
- «Алексей Николаевич Северцов» (1995).

### підручники і навчальні посібники
Видано підручник і низку навчальних посібників:
- підручник — «Основи екології» (2000);

навчальні посібники:
- «Київське товариство дослідників природи та його внесок у розвиток ембріологічної науки» (1991),
- «Основи загальної генетики» (1995),
- «Історія науки та освіти в Україні (найдавніші часи — перша третина ХХ ст.»(1998),
- «З історії української науки і техніки: Хрестоматія-посібник» (1999),
- «Основи екології та економіки природокористування» (2002),
- «Екологія: словник-довідник» (2002),
- «Стійкий екологічно безпечний розвиток і Україна» (2002),
- «Транспортна екологія» (2004),
- «Основи екології»(2004) тощо.

### науково-популярні книги
Пилипчук О. Я. — автор науково-популярних книг, серед яких:
- "Тварини з «Червоної книги» (1986),
- «Загадковий світ сирен»(1988),
- «Ці загадкові куниці» (1989).